# Лаунганесбиггд
Лаунганесбиггд (исл. Langanesbyggð) — община на северо-востоке Исландии. Входит в состав региона Нордюрланд-Эйстра.
Площадь общины составляет 1333 км². Население общины по данным на 1 января 2015 года — 595 человек. Крупнейший населённый пункт — деревня Тоурсхёбн, население которой на 2011 год насчитывало 380 человек. Северную часть общины занимает крупный полуостров Лаунганес.
В 2022 году произошло слияние общин Лаунганесбиггд и Свальбардсхреппюр под названием Лаунганесбиггд.